# Zico (Rapper)
Woo Ji-ho (* 14. September 1992 in Seoul, Südkorea), bekannt unter dem Künstlernamen Zico, ist ein südkoreanischer Rapper, Musikproduzent und ist Mitglied der Boygroup Block B.
Neben seiner Tätigkeit als Mainstream-Künstler und Boygroup-Mitglied ist er weiterhin als Underground-Rapper aktiv und produziert K-Pop- sowie Hip-Hop-Musik.

## Biografie
Zico wurde am 14. September 1992 in Mapo, Seoul, Südkorea geboren und besuchte die Seoul Music High School. In dem Text des Liedes Release und in diversen Interviews erwähnte er, dass er ein Jahr in Kanada und der Volksrepublik China verbracht hat. Außerdem lebte er drei Jahre in Japan, wo er eine Kunstschule besuchte.

### Karriere als Underground-Rapper
Zico begann seine Karriere als Underground-Rapper. Als Jugendlicher nutzte er anfangs den Künstlernamen Nacseo(낙서), was übersetzt so viel wie kritzeln bedeutet.
Zico gab sein offizielles Debüt 2009 zusammen mit Park Kyung als Duo unter dem Namen The Harmonics. Sie veröffentlichten eine Single namens The Letter. Im gleichen Jahr trat er Stardom Entertainment bei und veröffentlichte das Lied Marshmallow mit Sängerin IU.
2010 veröffentlichte er sein erstes Mixtape namens Zico on the Block, welches vor allem in der koreanischen HipHop-Szene auf positive Resonanz stieß.

### Veröffentlichungen 2011, Block B
Zico debütierte am 15. April 2011 als Leader und Rapper mit Block B. Er produzierte das erste Minialbum namens Welcome to the Block. Nachdem mehrere Lieder des Albums vom Ministerium für Geschlechtergleichstellung und Familie und dem Sender KBS verboten wurden, sagte er:

„Es ist nicht so, dass wir die Vorschriften nicht beachten, wenn wir unsere Lieder produzieren, aber wir hatten oft das Gefühl, dass unsere Meinungsfreiheit eingeschränkt wurde. Trotzdem räume ich als Produzent und Schaffer der Lieder, die für die Öffentlichkeit gedacht sind, Fehler meinerseits ein und werde in Zukunft mehr auf die Vorschriften achten.“

Zico beteiligte sich an Hyunas Lied Just Follow aus ihrem Debüt-Album Bubble Pop! und trat deswegen von Juli bis August mit ihr in koreanischen Musik-Shows auf. Am 27. November begann er die SBS-MTV Show Studio C! zu moderieren.

### 2012
Am 21. Juli trat er beim HipHop Festival All Force One neben koreanischen HipHop-Stars wie Dok2 und Beenzino auf. Am 24. Oktober wurde er, zusammen mit dem Block B Mitglied P.O, Moderator der SBS-MTV show The Show.
Bei den 2012 Mnet Asian Music Awards beteiligte er sich bei einem HipHop-Auftritt mit mehreren berühmten Rappern.
Im Oktober brachte er ein selbst produziertes Mixtape namens Zico on the Block 1.5 heraus.
Im Dezember wurde bekannt, dass er D-Units neues Album produzieren wird. Außerdem begann er am Dong-ah Institut für Medien und Kunst zu studieren.

### 2013
Im August wurde Zico in Deepflows (딥플로우) Antwort auf Swings(스윙스) Disstrack gedisst. Zico und Jay Park wurde vorgeworfen, dass sie sich nur aufgrund des Geldes für HipHop-Musik interessieren.
Der Rapper Aphelia veröffentlichte einen Disstrack namens Zicontrol, in dem Zico und seine Popularität als Idol kritisiert wurden.
Am 18. Oktober liefen Zico und Block-B-Mitglied P.O bei der Seoul Fashion Week 2014. Sie präsentierten die Mode der Marke Dominic’s Way des Designers Song Hye-myung (송혜명).
Beim SBS Gayo Daejeon 2013 beteiligte er sich zusammen mit Tiger JK, Yoon Mi Rae, Bizzy, B.A.Ps Bang Yongguk und Eun Jiwon an einem HipHop-Auftritt.

### 2014
Ende Mai nahm er bei der Beerdigung eines Fans teil. Das Mädchen war ein großer Block-B-Fan und starb bei dem Sewol-Fährenunglück. Er widmete ihr ein Lied beim Block Bs-2014 Blockbuster-Konzert.
Im Juni wurde Hyomins (T-ara) Minialbum Make Up, welches von den Brave Brothers produziert wurde, veröffentlicht. Da sie Texte aus Zicos Mixtapes nutzte, wurde ihr ein Plagiat vorgeworfen. Sie stritt diese Vorwürfe ab, erwähnte Zico jedoch trotzdem nicht in ihrem Album.
Am 14. Juli wurde Zico als neuer Moderator der MBC-Musikshow Show! Music Core bestätigt. Außerdem war er Cast-Mitglied der zweiten Staffel von Fashion King Korea.
Er trat zusammen mit Dynamic Duo bei dem 10. Jubiläums Special von M! Countdown, neben Dok2, The Quiett, und Simon D bei The Hiphop Festa am 4. Oktober, und beim Hiphopplaya Show Weekend an 31. Oktober, auf.
Zusammen mit Super Juniors Leeteuk und Girls Days Minah moderierte er das 2014 Asian Song Festival und trat zusammen mit Beasts Hyunseung auf.
Am 7. November wurde Zicos Debütsingle namens Tough Cookie veröffentlicht. Er wurde wegen der Abbildung der Konföderierten-Flagge in seinem Musikvideo kritisiert. Aufgrund der Nutzung einer homophoben Äußerung in dem Liedtext, wurde er ebenfalls stark kritisiert. Zicos Plattenlabel äußerte sich zu diesen Vorwürfen und sagte, dass die homophobe Äußerung nicht gegen sexuelle Minderheiten gerichtet war und Zico niemanden beleidigen wollte. Das Lied erreichte Platz 1 in mehreren koreanischen Charts.
Bei den 2014 Mnet Asian Music Awards trat er zusammen mit dem legendären koreanischen Sänger Seo Taiji auf.

### 2015
Am 13. Februar veröffentlichte Zico zusammen mit Ja Mezz die Single Well Done. Das Lied war sehr erfolgreich und erreichte die Spitze mehrerer koreanischer Charts. Im März stellte er die Musik für Beyond Closets 2015 S/S-Modeschau bei der New York Fashion Week und schloss sein Studium am Dong-Ah Institut für Medien und Kunst mit dem Bachelor-Abschluss ab.
Im Februar wurde er der zweite Produzent bei der koreanischen Rap-show Unpretty Rapstar. Er produzierte das Lied Up All night für Kandidatin Yuk Ji Dam. Der Refrain des Liedes wurde von der Comedyserie Gag Concert für mehrere Sketche benutzt.
Im Mai wurde bekannt gegeben, dass Zico ein Produzent für die gesamte vierte Staffel der populären HipHop-Show Show Me The Money wird und ein Team mit Hi-Lite Records-Gründer Paloalto bildet.
Nachdem Zicos Manager betrunken in seinem Beisein einem Autounfall verursachte, sollte Zico zunächst die Show verlassen, da er allerdings nicht der Fahrer des Wagens war und von der Polizei als unschuldig erklärt wurde, musste er die Show nicht verlassen.
Das Lied (거북선)Turtle Ship, welches Zico für die Show produziert hatte, erreichte nach der Veröffentlichung am 31. Juli Platz 1 in mehreren koreanischen Charts. Kurz darauf erreichte auch das Lied Moneyflow Platz 1. Zico beteiligte sich nicht nur als Produzent, sondern auch als Rapper in dem Lied. Die Single Fear wurde am 21. August veröffentlicht und erreichte in allen acht Charts Platz 1.
Im Oktober veröffentlichte Zico seine eigene Version von Up All Night unter dem Namen 말해 Yes Or No, zusammen mit den Rappern Penomeco und The Quiett. Im gleichen Monat wurde das Lied Traveler der Girlgroup f(x) veröffentlicht, bei dem Zico den Rap Part übernahm.
Am 3. November veröffentlichte er das Lied Boys and Girls, welches Platz 1 in allen acht koreanischen Charts erreichte und im November Platz 1 der Gaon-Download- und Streaming-Charts erreichte.
Einen Monat später veröffentlichte er sein erstes Solo-Minialbum namens Gallery. Die Lieder Eureka, Pride and Prejudice und Veni Vidi Vici erreichten die ersten drei Plätze der koreanischen Charts.

## Persönliches
Zico ist römisch-katholisch und hat aufgrund seines Taufnamens (Johannes der Apostel) den Schriftzug John the Apostle auf seiner Brust tätowiert. Er hat ein Porträt seiner Mutter und den Schriftzug God saves Paulus ebenfalls auf der Brust tätowiert. Er hat einen älteren Bruder namens Taewoon, der ein ehemaliges Mitglied der K-pop Gruppe Speed ist.

## Diskografie

### Studioalben
| Jahr | Titel                    | Höchstplatzierung, Gesamtwochen, AuszeichnungChartsChartplatzierungen (Jahr, Titel, Platzierungen, Wochen, Auszeichnungen, Anmerkungen) | Anmerkungen                                                                       |
| Jahr | Titel                    | KR | Anmerkungen                                                                       |
| ---- | ------------------------ | --- | --------------------------------------------------------------------------------- |
| 2019 | Thinking Part.1 / Part.2 | KR3 (1 Wo.)KR | Erstveröffentlichung: 30. September 2019 / 8. November 2019 Verkäufe KR: + 12.906 |

### EPs
| Jahr | Titel         | Höchstplatzierung, Gesamtwochen, AuszeichnungChartsChartplatzierungen (Jahr, Titel, Platzierungen, Wochen, Auszeichnungen, Anmerkungen) | Anmerkungen                                                  |
| Jahr | Titel         | KR | Anmerkungen                                                  |
| ---- | ------------- | --- | ------------------------------------------------------------ |
| 2015 | Gallery       | KR4 (26 Wo.)KR | Erstveröffentlichung: 7. Dezember 2015 Verkäufe KR: + 35.439 |
| 2017 | Television    | KR3 (16 Wo.)KR | Erstveröffentlichung: 12. Juli 2017 Verkäufe KR: + 18.330    |
| 2020 | Random Box    | KR8 (3 Wo.)KR | Erstveröffentlichung: 1. Juli 2020 Verkäufe KR: + 19.615     |
| 2022 | Grown Ass Kid | KR11 (1 Wo.)KR | Erstveröffentlichung: 27. Juli 2022                          |

### Mixtapes
| Jahr | Titel                 | Höchstplatzierung, Gesamtwochen, AuszeichnungChartsChartplatzierungen (Jahr, Titel, Platzierungen, Wochen, Auszeichnungen, Anmerkungen) | Anmerkungen                                        |
| Jahr | Titel                 | KR | Anmerkungen                                        |
| ---- | --------------------- | --- | -------------------------------------------------- |
| 2010 | Lightning             | — | Erstveröffentlichung: 18. März 2010 mit Park Kyung |
| 2010 | Ninja Files           | — | mit Park Kyung                                     |
| 2010 | Baton Track Chapter   | — | mit Park Kyung                                     |
| 2010 | Zico on the Block     | — | Erstveröffentlichung: 19. November 2010            |
| 2012 | Zico on the Block 1.5 | — | Erstveröffentlichung: 17. Oktober 2012             |

### Singles
| Jahr | Titel Album                                        | Höchstplatzierung, Gesamtwochen, AuszeichnungChartsChartplatzierungen (Jahr, Titel, Album, Platzierungen, Wochen, Auszeichnungen, Anmerkungen) | Anmerkungen                                                                      |
| Jahr | Titel Album                                        | KR | Anmerkungen                                                                      |
| ---- | -------------------------------------------------- | --- | -------------------------------------------------------------------------------- |
| 2014 | Tough Cookie –                                     | KR13 (10 Wo.)KR | Erstveröffentlichung: 2014 Verkäufe KR: + 293.617; feat. Don Mills               |
| 2015 | Well Done –                                        | KR9 (5 Wo.)KR | Erstveröffentlichung: 2015 Verkäufe KR: + 204.204; feat. Ja Mezz                 |
| 2015 | Say Yes or No Gallery                              | KR3 (10 Wo.)KR | Erstveröffentlichung: 2015 Verkäufe KR: + 434.012; feat. Penomeco and The Quiett |
| 2015 | Boys and Girls Gallery                             | KR1 (45 Wo.)KR | Erstveröffentlichung: 2015 Verkäufe KR: + 2.500.000; feat. Babylon               |
| 2015 | Eureka Gallery                                     | KR1 (28 Wo.)KR | Erstveröffentlichung: 2015 Verkäufe KR: + 1.179.652; feat. Zion.T                |
| 2015 | Pride and Prejudice Gallery                        | KR14 (5 Wo.)KR | Erstveröffentlichung: 2015 Verkäufe KR: + 225.727; feat. Suran                   |
| 2016 | I Am You, You Are Me Break Up 2 Make Up            | KR1 (33 Wo.)KR | Erstveröffentlichung: 2016 Verkäufe KR: + 1.573.331                              |
| 2016 | Bermuda Triangle Television                        | KR2 (18 Wo.)KR | Erstveröffentlichung: 2016 Verkäufe KR: + 834.304; feat. Dean and Crush          |
| 2017 | She’s a Baby Television                            | KR4 (15 Wo.)KR | Erstveröffentlichung: 2017 Verkäufe KR: + 806.789                                |
| 2017 | Artist Television                                  | KR3 (26 Wo.)KR | Erstveröffentlichung: 2017 Verkäufe KR: + 1.010.696                              |
| 2017 | Anti Television                                    | KR12 (5 Wo.)KR | Erstveröffentlichung: 2017 Verkäufe KR: + 236.881                                |
| 2018 | SoulMate –                                         | KR1 (17 Wo.)KR | Erstveröffentlichung: 2018 feat. IU                                              |
| 2019 | Daredevil Thinking Part 1                          | KR20 (12 Wo.)KR | Erstveröffentlichung: 2019 feat. feat. Jvcki Wai & Yumdda                        |
| 2019 | Human Thinking Part 1                              | KR27 (9 Wo.)KR | Erstveröffentlichung: 2019                                                       |
| 2019 | Being Left Thinking Part 2                         | KR62 (2 Wo.)KR | Erstveröffentlichung: 2019 feat. Dvwn                                            |
| 2020 | Any Song Random Box                                | KR1 Platin (Streaming) · (63 Wo.)KR | Erstveröffentlichung: 13. Januar 2020                                            |
| 2020 | Summer Hate Random Box                             | KR2 (22 Wo.)KR | Erstveröffentlichung: 2020 feat. Rain                                            |
| 2022 | Seoul Drift Grown Ass Kid                          | KR107 (3 Wo.)KR | Erstveröffentlichung: 2022                                                       |
| 2022 | Freak (괴짜) Grown Ass Kid                         | KR102 (3 Wo.)KR | Erstveröffentlichung: 2022                                                       |
| 2022 | New Thing (새삥) Street Man Fighter Original Vol.3 | KR1 Platin (Streaming) · (44 Wo.)KR | Erstveröffentlichung: 6. September 2022 feat. Homies                             |